# Зарядье
Заря́дье — исторический район Москвы между Китайгородским проездом, улицей Варваркой и Москворецкой набережной. История местности ведётся с XIV века, с 1967 по 2006 год на территории Зарядья располагалась гостиница «Россия», а в 2017 году здесь был открыт одноимённый парк.

## Происхождение названия
Топоним означает, что район находился «за рядами» торговых лавок — имеются в виду Нижние торговые ряды за Московским Кремлём, которые тянулись от Москвы-реки до Варварки вдоль Москворецкой улицы.

## История

### XIII—XVI века
Первое упоминание о Зарядье относится к 1365 году, однако поселения торгового люда появились здесь уже в XII веке. Благодаря удобному расположению между Кремлём и пристанью на Москве-реке, Зарядье долгое время оставалось оживлённым торговым центром средневековой Москвы. Главная улица посада называлась Великой (впоследствии — Мокринский переулок) и соединяла Константино-Еленинские ворота Кремля с речной пристанью. До постройки в 1938 году нового Большого Москворецкого моста Зарядье выходило к стенам Кремля. Возведённая в 1534—1538 годах Китайгородская стена отделила Зарядье от реки, и назначение района изменилось.

### XVI—XVII века
В XVI—XVII веках Зарядье представлял собой довольно престижный район, который был заселён ремесленниками, приказчиками, русскими и иностранными купцами. Планировка района сложилась к XVII веку. От Варварки отходили Зарядьевский, Псковский и Кривой переулки, параллельно ей были проложены Мытный, Большой Знаменский (позже — Елецкий) и Ершов переулки.
Важными религиозными центрами Зарядья были церковь Николы Мокрого — покровителя путешественников (снесена в 1932 году), и церковь Варвары Великомученицы, в честь которой улица Варварка получила свое название.
При царе Иване Грозном англичане получили право беспошлинной торговли во всех городах Московской Руси, и на улице Варварка в 1555 году появился Мытный двор, комплекс старого Денежного двора, в который входило и одно из старейших каменных гражданских зданий Москвы — возведённое в 1555 году Английское подворье. Основания подворья в XX веке были превращены в музей, открытый в 1994 году королевой Елизаветой II. Здесь также располагается другой важнейший памятник московского каменного зодчества — Палаты бояр Романовых.
Из-за отсутствия стока в реку вся грязь из Китай-города стекала в самую низкую часть Зарядья. В 1782 году в стене Китай-города, проходящей вдоль Москвы-реки, были сделаны Проломные ворота, в результате чего Зарядье вновь получило выход на набережную.

### XVIII—XIX века
Стоит только спуститься по одной из лестниц, идущих от Варварки, вниз по направлению к той стене Китай-города, которая примыкает к Москве-реке. Из кварталов европейского типа вы сразу попадаете в трущобный мир старой Москвы. Тут все характерно: и грязные кривые переулки, и двухэтажные, с обсыпавшейся штукатуркой, жалкого типа домишки, сплошь облепленные примитивными вывесками»
Деревянная застройка района была полностью уничтожена во время пожара 1812 года, что послужило стимулом к началу нового каменного строительства. После пожара здесь начали селиться простые люди — мастеровые, грузчики, работавшие на пристани, купцы, приказчики, трактирщики. Здесь строились в основном малоэтажные дома, в нижних этажах которых располагались лавки и склады, а верхние были жилыми. И. А. Белоусов (1863—1930) писал: «Несмотря на то, что владельцами домов были известные богачи… сами они не жили в этих домах, которые были построены специально для сдачи мелкому ремесленнику или служащему люду, и тип построек был самый экономный: для того, чтобы уменьшить число лестниц и входов, с надворной части были устроены длинные галереи, или, как их называли, „галдарейки“. С этих „галдареек“ в каждую квартиру вёл только один вход».
С 1828 года по 1856 год в Зарядье находилось Глебовское подворье — единственное место в Москве, где дозволялось останавливаться в Москве еврейским купцам (только мужчинам), где они проживали без права выхода в остальную часть города в ночное время. После того, как в 1891—1892 годах из Москвы были принудительно выселены около 20 тысяч еврейских семейств, Зарядье начало приходить в упадок, постепенно превратившись в подобие трущоб.

Зарядье в начале семидесятых годов прошлого столетия было заселено евреями <…> К концу семидесятых годов в Зарядье было уже две синагоги, и вся торговля была в руках евреев. Некоторые переулки представляли собой в буквальном смысле еврейские базары, ничем не отличающиеся от базаров каких-нибудь захолустных местечек на юге.— И. А. Белоусов

### XX век
В 1930-е годы территория Зарядья стала объектом интереса советской власти. Первоначально здесь планировалось возвести высотное здание Наркомтяжпрома. В конкурсах, проведённых в 1934—1936 годах, участвовали ведущие архитекторы того времени: братья Веснины, Константин Мельников, Алексей Щусев, Борис Иофан, Иван Леонидов, Аркадий Мордвинов. Несмотря на то, что здание так и не было возведено, в предполагаемой зоне строительства начался масштабный снос старых строений, в том числе и части Китайгородской стены. В 1936—1937 годах была проведена реконструкция Москворецкой набережной. Впоследствии площадку планировалось отдать под строительство здания Совета народных комиссаров, но реновации прекратились в связи с началом Великой Отечественной войны.
В 1947 году по проекту главного архитектора Москвы Дмитрия Чечулина в Зарядье началось возведение восьмой из «сталинских высоток» в 32-этажа высотой 275 метров. Для осуществления грандиозного проекта были разрушены все оставшиеся здания, за исключением исторических памятников на улице Разина (название Варварки с 1933 по 1993 года). Из-за непростых гидрогеологических условий работы шли медленнее, чем на других высотках, к весне 1953 года были только завершены фундамент и стилобат, содержащий технический этаж и двухъярусный бетонный бункер под ним. В связи со смертью Сталина и последовавшем изменении градостроительной политики партии строительство прекратилось и начавшийся уже возводиться каркас разобрали.
В 1964 году на прежнем месте высотки (площадь около 13 гектаров) началось строительство гостиницы «Россия» по плану всё того же архитектора. Замкнутый по контуру объём из 12-этажных корпусов включал два внутренних двора, Центральный концертный зал «Россия» с высотной надстройкой посредине, отдельные рестораны в Восточном и Западном крыльях, а в выходящем на Москворецкую набережную Южном цоколе ещё и кинотеатр «Зарядье» с двумя залами: «Синий» и «Красный». Гостиница начала функционировать 1 января 1967 года и стала самым большим гостиничным объектом в мире: 2722 номера разных категорий, рассчитанных на размещение 5 тыс. человек.
В 1977 году в здании произошёл пожар, в результате которого погибли 42 человека.
К 1990-м годам давно не модернизированная гостиница стала приносить убытки.

### XXI век
В 2004 году в повестке правительства Москвы был поднят вопрос о возвращении исторического облика Зарядью. В ноябре того же года был проведён конкурс на лучший проект застройки, предполагавший строительство на месте «России» нового гостиничного комплекса на 1500 мест. 
По распоряжению мэра Москвы Юрия Лужкова в 2006 году гостиница была закрыта, начался её снос. В 2007 году проект реконструкции был заморожен в связи с недостатком финансирования.
 Компания «СТ Девелопмент» планировала возведение нового комплекса, состоящего из концертного и банкетного залов, разработки британского архитектора Нормана Фостера. Из-за финансовых проблем от строительства вновь отказались.
20 января 2012 года премьер-министр Владимир Путин предложил мэру Москвы Сергею Собянину подумать над созданием на месте снесённой гостиницы парковой зоны. В середине августа 2012 года Собянин окончательно отменил реконструкцию бывшей гостиницы «России» в пользу парка.
В 2013 году прошёл первый этап международного конкурса на проект парка.
Победителем конкурса стал международный консорциум, основным инвестором проекта являлась мэрия Москвы, а генподрядчиком — ижиниринговая компания «Мосинжпроект». Заместитель мэра Москвы Марат Хуснуллин пояснил, что московские власти «сознательно отказались от привлечения инвесторов в этот проект. Если привлекать инвесторов, тогда они будут просить коммерческие площади, а в этом случае идея парка может быть изменена».
Строительство парка началось в 2015 году, а торжественное открытие состоялось 9 сентября 2017 года в День города — 870-летия Москвы.
В сентябре 2015 года, во время археологических работ, был обнаружен крупный денежный клад XV—XVII веков, второй по величине после найденного клада в Старом Гостином дворе в 1998 году. Клад, состоявший из 43 тыс. серебряных монет весом более 20 кг, наиболее поздние из которых датируются 1616 годом, был передан в коллекцию Музея Москвы.

## Сохранившиеся здания
В 1948—1950 годах при сносе района в нём прошли археологические раскопки. К концу 1950-х годов всё Зарядье, за исключением ряда памятников на улице Разина (Варварке), двух доходных домов, церкви Зачатия Анны и фрагмента китайгородской стены, было снесено.
Во время сноса застройки реставратором Петром Барановским под позднейшими архитектурными наслоениями были обнаружены строения Английского двора, в 1970-х годах его облик был в основном восстановлен, а в 1994 году открылся музей, упомянутый ранее (в настоящее время — филиал Музея Москвы).
На улице Варварке:
- № 2 стр. 1 — Храм Варвары Великомученицы на Варварке (1796—1804);
- № 4 — Церковь Максима Исповедника (1698—1699);
- № 4а — Старый Английский двор (палаты XVI века);
- № 8, 8а — Знаменский монастырь (Москва) (Старый Государев двор, основан в 1631), комплекс состоит из собора иконы Божьей Матери «Знамение» (1679—1682), колокольни (1784—1789) и братского корпуса (XVII век);
- № 10 — Старый Государев двор, палаты Романовых (XVI—XVII века, реставрированы в 1850-х);
- № 12 — Церковь Георгия Победоносца на Псковской горе;
- № 14 — комплекс зданий конца XIX — начала XX веков. Строение 1 — доходный дом купца Зелика Мордуховича Персица 1909 года, построенный архитектором Николаем Жериховым (сохранились только фасады), строения 2 и 3 — комплекс зданий страхового общества «Якорь» и товарищества «Проводник» 1897 года, построенный архитектором Александром Ивановым (снесены)[19][20].

По Московорецкой набережной:
- № 3 — Церковь Зачатия Анны, что в Углу (середина XVI века).

- Сохранившиеся объекты Зарядья
- Служебный корпус Знаменского монастыря (вход в музей палаты Романовых)
- палаты Романовых
- Колокольня и келейный корпус Знаменского монастыря
- Келейный корпус Знаменского монастыря (вид снизу)
- Церковь Зачатия Анны, что в Углу 2010 год
- Храм Великомученика Георгия Победоносца на Псковской горке
- Собор иконы Божьей Матери «Знамение»
- Церковь Максима Блаженного